# Bistum Wuzhou
Das in der Volksrepublik China gelegene Bistum Wuchow (lat. Dioecesis Uceuvensis) war eine Mission der Maristen und wurde am 30. Juni 1930 als Mission sui juris verselbständigt. Bereits am 10. Dezember 1934 zur Apostolischen Präfektur erhoben, konnte es am 20. Juli 1939 zum Apostolischen Vikariat und am 11. April 1946 zum Bistum erhoben werden.
Dem Erzbistum Nanning als einziges Suffraganbistum unterstehend, zählte es 1950 19.871 Katholiken (0,6 %) in 17 Pfarreien mit 2 Diözesanpriestern und 17 Ordensschwestern.
Der einzige Bischof war Frederic Anthony Donaghy, MM (Apostolischer Vikar seit 20. Juli 1939; Bischof seit 11. April 1946 bis 5. Februar 1988). 

## Ordinarien
- Bernard Francis Meyer MM (1931 – 1939)
- Frederick Anthony Donaghy MM (1939 – 1983)
- Benedict Cai Xiufeng (1993 – 2007)
- John Baptist Tan Yanquan (seit 2007)

Siehe auch: Liste der römisch-katholischen Diözesen